# Eudicrana obumbrata
Eudicrana obumbrata är en tvåvingeart som beskrevs av Friedrich Hermann Loew 1870. Eudicrana obumbrata ingår i släktet Eudicrana och familjen svampmyggor. Inga underarter finns listade i Catalogue of Life.